# Visual Basic .NET
Visual Basic .NET (VB.NET) es un lenguaje de programación orientado a objetos que se puede considerar una evolución de Visual Basic implementada sobre el framework .NET. 
Su introducción resultó muy controvertida, ya que debido a cambios significativos en el lenguaje VB.NET no es retro compatible con Visual Basic, pero el manejo de las instrucciones es similar a versiones anteriores de Visual Basic, facilitando así el desarrollo de aplicaciones más avanzadas con herramientas modernas. Para mantener eficacia en el desarrollo de las aplicaciones la gran mayoría de programadores de VB.NET utilizan el entorno de desarrollo integrado Microsoft Visual Studio en alguna de sus versiones (desde el primer Visual Studio .NET hasta Visual Studio .NET 2022, que es la última versión de Visual Studio para la plataforma .NET), aunque existen otras alternativas, como SharpDevelop (que además es libre). 
Al igual que con todos los lenguajes de programación basados en .NET, los programas escritos en VB .NET requieren el Framework .NET o Mono para ejecutarse.

## Versiones

### Visual Basic 2008 (VB 9.0)
Para esta versión se añadieron varias novedades, incluyendo:
- Soporte para LINQ
- Expresiones lambda
- Literales XML

Visual Basic 2010 ofrece soporte de entorno de ejecución dinámica.
VB 2010 forma parte de Microsoft Silverlight. Visual Basic es un lenguaje de programación que permite realizar diferentes programas de registro anidados.

## Relación con Visual Basic
Si Visual Basic .NET debe considerarse una mera versión de Visual Basic, o si debe considerarse como un nuevo lenguaje de programación, es un tema que ha traído mucha discusión, y que aún la trae.
La sintaxis básica es prácticamente la misma entre VB y VB.NET, con la excepción de los añadidos para soportar nuevas características como el control estructurado de excepciones, la programación orientada a objetos, o los Genéricos.
Las diferencias entre VB y VB.NET son profundas, sobre todo en cuanto a metodología de programación y bibliotecas, pero ambos lenguajes siguen manteniendo un gran parecido, cosa que facilita notablemente el paso de VB a VB.NET.

## Versiones del entorno de programación para Visual Basic
Al mismo tiempo que evolucionaba el lenguaje, las herramientas que Microsoft proporciona para programar también evolucionaban para adaptarse a las novedades.

### Visual Studio .NET (2002)
Visual Studio .NET se publicó en 2002 y fue la primera versión de Visual Studio.NET
En esta primera versión de Visual Studio .NET se podían programar aplicaciones Windows.
En esta versión se añadió por primera vez la posibilidad de programar para dispositivos móviles usando .NET, ya fuera usando el Compact Framework, o ASP.NET.

#### Visual Basic Express Edition
A partir de la introducción en el mercado de la versión 2005 de Visual Studio Microsoft publicó lo que se conoce como ediciones Exp de distintos programas. Las versiones Express son versiones limitadas pero gratuitas, pensadas para usos no profesionales (principiantes, aficionados y pequeños negocios), existiendo una edición independiente para cada lenguaje.
Visual Basic Express Edition es una versión de Visual Studio limitada. Esta versión permite sólo programar en VB.NET, y además limita el tipo de proyectos que se pueden desarrollar. Visual Web Developer Express Edition permite programar páginas ASP.NET en VB.
Se lanzó el Service Pack 1 para Visual Studio 2005 el 14 de diciembre de 2006.

### Visual Studio 2008
El IDE de Visual Studio 2008 permite trabajar contra 3 .NET frameworks diferentes:
- .NET Framework 2.0
- .NET Framework 3.0
- .NET Framework 3.5

También es muy fácil de usar gracias al desarrollo de hardware.
Además, integra el framework ASP.NET AJAX para el desarrollo de AJAX..

### Visual Studio 2010
El 12 de abril de 2010, Microsoft publica Visual Studio 2010, nombre clave Dev10, y .NET Framework versión 4.
Compatible con Visual Basic .NET, con una interfaz rediseñada, más sencilla y con soporte para diseño de aplicaciones en Windows 7.

## Entornos de desarrollo (IDE) alternativos a Visual Studio
Para desarrollar en VB.NET existen algunas alternativas a Visual Studio, quizás la más notable sea SharpDevelop.

### SharpDevelop
SharpDevelop es un entorno de programación integrado que permite programar en C# y en VB.NET.
Este es un entorno publicado bajo licencia LGPL, lo que implica que es libre y que el código fuente es abierto.

### MonoDevelop
MonoDevelop es una implementación de SharpDevelop para programar usando Mono, una implementación libre de .NET que funciona en distintos sistemas operativos.

## Desarrollo multiplataforma
Gracias al esfuerzo que ha realizado la gente del proyecto Mono para implementar una versión compatible 100% con .NET que incluye la inmensa mayoría de las bibliotecas y una implementación multiplataforma de Windows.Forms, resulta posible programar para distintos sistemas operativos usando VB.NET.

## Ejemplo de código
Ejemplo básico de "Hola, Mundo" en la consola:
```
Imports
 
System

Module
 
Program

    
Sub
 
Main
()

    

        
Console
.
WriteLine
(
"Hola, Mundo"
)

        

    
End
 
Sub

    

End
 
Module

```

Ejemplo básico de un Windows Forms:
```
Public
 
Sub
 
ShowMsgBox
()

    
Dim
 
ShowMsgBx
 
As
 
Boolean
 
=
 
False

    
Dim
 
Input
 
As
 
String
 
=
 
""

    
Dim
 
Output
 
As
 
String
 
=
 
""

    

    
If
 
TextBox1
.
Text
=
"Hola"
 
Then

        
Output
 
=
 
"¡Hola!"

    
Else

        
ShowMsgBx
=
True

    
End
 
If

    

    
If
 
ShowMsgBx
=
True
 
Then

        
MsgBox
(
"Entrada no válida, se reiniciará la aplicación"
,
 
MsgBoxStyle
.
Critical
,
 
"Error"
)

    
Else

        
Input
 
=
 
TextBox1
.
Text

        
Label1
.
Text
 
=
 
Output

        
Exit
 
Sub

    
End
 
If

    

End
 
Sub

```